# Colonización agraria en Andalucía
Se conoce como colonización agraria en Andalucía al proceso de asentamiento, por parte del Estado, de agricultores en zonas que se transformaban de secano a regadío, mediante la concesión de parcelas cultivables y viviendas públicas. Este proceso se produjo, sobre todo, durante la dictadura de Franco, a través del Instituto Nacional de Colonización, creado el 18 de octubre de 1939.
Algunos autores consideran que esta política tuvo sus antecedentes en la Ley de Colonización y Repoblación Interior de 1907, y en la posterior Ley de Obras de Puesta en Riego, de 1932, ya durante la Segunda República Española.

## Organización jurídico-institucional
El objetivo del Instituto Nacional de Colonización (INC) era la transformación productiva a través de la puesta en riego y el asentamiento de colonos que, en el futuro, se convertirían en propietarios de sus fincas. Este objetivo se reguló mediante la Ley de Bases para la Colonización de Grandes Zonas Regables, de 1939, que estuvo viegente hasta 1949, fecha en que fue sustituida por la Ley de Colonización y Distribución de la Propiedad de las Zonas Regables.
El grueso de las actuaciones del INC se produjeron entre 1959 y 1971, año en que fue sustituido por el Instituto de Reforma y Desarrollo Agrario (IRYDA), que tiende a abandonar la política de colonización, para impulsar preferentemente la concentración parcelaria.

## Aspectos sociales y económicos
Según expresa el profesor Ventura Fernández, "la filosofía de la puesta en riego y la colonización no era otra que la transformación de tierras de secano en espacios regados mediante la ejecución de embalses y su correspondiente canalización". Naturalmente dicha política suponía una revalorización importante de las tierras de labor afectadas, lo que justificaba la expropiación de tierras a los antiguos propietarios y su reparto a los colonos. Sin embargo los principales beneficiados fueron precisamente los antiguos propietarios, pues a cambio de perder una pequeña parte de sus tierras, usualmente las de peor calidad, obtuvieron la conversión en regadío y la revalorización de la mayor parte de sus fincas. Por ejemplo, en la provincia de Jaén, del total de tierras que se vieron afectadas por la colonización, apenas una cuarta parte se calificaron como tierras en exceso, esto es, como superficie expropiable susceptible de entregarse a nuevos colonos, mientras que el 40,1% se reservó a sus propietarios y el tercio restante se declararon exceptuadas por diferentes motivos.
Esta política suponía la construcción de viviendas públicas para alojar a los colonos. Aunque inicialmente se pretendió impulsar las viviendas aisladas, vinculadas directamente a la parcela agrícola, la realidad es que esta posibilidad quedó pronto limitada, debido al coste de dotar a estas viviendas de los servicios necesarios, y a las dificultades del transporte y comunicaciones propias de la época. En su lugar, se optó por la creación de nuevos pueblos, implantados junto a la zona agrícola, con un esquema básico que establecía un asentamiento por cada 20 km², determinado por un radio de 2,5 km. Según algunos autores, se perseguía además el aislamiento de los colonos respecto de la inestabilidad social de los pueblos andaluces históricos, a la vez que consolidaba una visión tradicional de la propiedad de la tierra. En escasas ocasiones, por ejemplo en Espeluy, también se construyeron viviendas en núcleos ya existentes, como barriadas integradas.
En líneas generales, la política de colonización en Andalucía fracasó como consecuencia de su incapacidad para asegurar un desarrollo económico sostenible, además de los problemas sociales derivados de su dirección inversa respecto de la tendencia de concentración poblacional de la época, y del hecho de que la falta de tierra adicional imposibilitaba el crecimiento de los núcleos creados, incluso del crecimiento vegetativo, pues los hijos emancipados no podían obtener ni casa, ni tierra nueva. En 1975, cuando se dio por cerrada la política de asentamientos, se habían construido en total, en Andalucía, 101 núcleos de población nuevos, con 8.622 viviendas, además de otras 448 viviendas dispersas. La provincia de Jaén, con 22 poblados, fue la que concentró mayor número de intervenciones, seguida de Sevilla, con 19, aunque esta superó el número de viviendas de aquella (2.233 por 1.959).

## Núcleos de población de colonización
Esta es una enumeración, no exhaustiva, de los núcleos poblacionales creados:

### En Andalucía Occidental
- Bembézar del Caudillo, en Hornachuelos, Córdoba.
- Mesas de Guadalora, en Hornachuelos, Córdoba.
- Céspedes, en Hornachuelos, Córdoba.
- Puebla de la Parrilla, en Hornachuelos, Córdoba.
- Rivero, en Posadas (Córdoba), Córdoba.
- El Calonge, en Palma del Río, Córdoba.
- Vegas de Almenara, en Peñaflor, Sevilla.
- La Vereda, en Peñaflor, Sevilla.
- Setefilla, en Lora del Río, Sevilla.
- Esquivel, en Alcalá del Río, Sevilla.
- Guadalcacín (antes Guadalcacín del Caudillo), en Jerez de la Frontera, Cádiz.
- Isla Mayor (antes Villafranco del Guadalquivir), en Sevilla.
- La Montiela, en Santaella, Córdoba.
- Poblado de Doña Blanca, en El Puerto de Santa María, Cádiz.
- San Ignacio del Viar, en Alcalá del Río, Sevilla.
- El Viar (antes El Viar del Caudillo), en Alcalá del Río, Sevilla.
- Torre de la Reina, en Guillena, Sevilla.
- El Trobal, en Los Palacios y Villafranca, Sevilla.
- Maribáñez, en Los Palacios y Villafranca, Sevilla.
- Los Chapatales, en Los Palacios y Villafranca, Sevilla.
- Trajano, en Utrera, Sevilla.
- Pinzón, en Utrera, Sevilla.
- El Priorato, en Lora del Río, Sevilla.
- Marismillas, en Las Cabezas de San Juan.
- Vetaherrado, en Las Cabezas de San Juan.
- San Leandro, en Las Cabezas de San Juan.

### En Andalucía Oriental
- Agrupación de Mogón, en Villacarrillo, Jaén.
- Agrupación de Santo Tomé (también conocida como Montiel), en Santo Tomé, Jaén.
- Arroturas, en Villacarrillo, Jaén.
- Atochares, en Níjar, Almería.
- Buenavista (también conocida como Burrianca), en Alhama de Granada, Granada.
- Campillo del Río, en Torreblascopedro, Jaén.
- Campohermoso, en Níjar, Almería.
- El Chaparral, en Albolote, Granada.
- El Donadío, en Úbeda, Jaén.
- Espeluy (ampliación), en Jaén.
- Fuensanta, en Pinos Puente, Granada.
- Guadalén (antes Guadalén del Caudillo), en Vilches, Jaén.
- Guadalimar (antes Guadalimar del Caudillo), en Lupión, Jaén.
- Llanos del Sotillo, en Andújar, Jaén.
- Loreto, en Moraleda de Zafayona, Granada.
- Miraelrío, en Vilches, Jaén.
- Los Nietos, en Níjar, Almería.
- Peñuelas, en Láchar, Granada.
- Poblado San Julián, en Marmolejo, Jaén.
- Puebloblanco, en Níjar, Almería.
- Puente del Obispo, en Baeza, Jaén.
- La Quintería, en Villanueva de la Reina, Jaén.
- Romilla la Nueva, en Chauchina, Granada.
- La Ropera, en Andújar, Jaén.
- San Isidro, en Níjar, Almería.
- San Miguel, en Úbeda, Jaén.
- Solana de Torralba, en Úbeda, Jaén.
- Sotogordo, en Mancha Real, Jaén.
- Vados de Torralba, en Villatorres, Jaén.
- Valdecazorla, en Cazorla, Jaén.
- Vega Santa María, en Linares, Jaén.
- Vegas de Triana, en Andújar, Jaén.
- Veracruz, en Úbeda, Jaén.
- Villafranco del Guadalhorce, en Alhaurín el Grande, Málaga.
- Los Villares, en Andújar, Jaén.